# 二硫代草酰胺
二硫代草酰胺是一种有机化合物。化学式为C2H4N2S2。有文献报道其分解温度为140 °C，也有文献指出其分解温度为170 °C

## 制备
二硫代草酰胺可由草酰胺和劳森试剂在无水乙腈反应得到。